# První jízda
První jízda (v anglickém originále Getting There) je americký komediální film z roku 2002. Režie se ujal Steve Purcell a scénáře Michael Swerdlick. Hlavní role hrají Mary-Kate a Ashley Olsenovy.

## Děj
Šestnáctiletá dvojčata Taylor a Kylie oslavují své narozeniny a s čerstvým řidičským průkazem se rozhodnou vyrazit do Salt Lake City v Utahu a navštívit své kamarády na Zimní olympijských hrách.

## Obsazení
- Mary-Kate Olsen jako Kylie Hunter
- Ashley Olsen jako Taylor Hunter
- Billy Aaron Brown jako Danny
- Heather Lindell jako Jenn
- Jeff D'Agostino jako Joshua / Toast
- Talon Ellithorpe jako Sam
- Holly Towne jako Lyndi
- Alexandra Picatto jako Charly
- Janet Gunn jako Pam Hunter
- William Bumiller jako Gary Hunter
- Jason Benesh jako Alexander
- Ricki Lopez jako Juan
- Shelley Malil jako Raj
- Marcus Smythe jako pan Simms
- Cheyenne Wilbur jako Male Proctor
- Deborah Hinderstein jako instruktorka
- James Kiriyama Lem jako instruktor
- Chene Lawson jako prodejce lístků
- Tracy Arbuckle jako Diane
- Sterling Rice jako turistka
- Jeff Thomas Johnson jako číšník